# Calificările pentru Campionatul Mondial de Fotbal 2018 (AFC) – runda a treia
A treia rundă a meciurilor AFC pentru Calificările pentru Campionatul Mondial FIFA 2018 s-a jucat în perioada 1 septembrie 2016 – 5 septembrie 2017.

## Format
Un total de 12 echipe care au avansat din runda a doua (cei opt câștigători de grupe și cele mai bune patru clasate) au fost împărțite în două grupe de câte șase echipe pentru a juca acasă-și-deplasare meciuri tur-retur. Primele două echipe din fiecare grupă se vor califica pentru Campionatul Mondial de Fotbal 2018, iar cele două echipe pe locul doi va avansa la runda a patra.

## Echipe calificate
| Grupe | Câștigători    | Locul doi (Cele mai bune echipe) |
| ----- | -------------- | -------------------------------- |
| A     | Arabia Saudită | Emiratele Arabe Unite            |
| B     | Australia      | —                                |
| C     | Qatar          | China                            |
| D     | Iran           | —                                |
| E     | Japonia        | Siria                            |
| F     | Thailanda      | Irak                             |
| G     | Coreea de Sud  | —                                |
| H     | Uzbekistan     | —                                |

## Tragerea la sorți
Tragerea la sorți pentru a treia rundă a avut loc la 12 aprilie 2016, la ora 16:30 (ora Malaeziei) (UTC+8), la Mandarin Oriental Hotel în Kuala Lumpur, Malaysia.
Tragerea la sorți este bazata pe Clasamentul FIFA pe națiuni pe luna aprilie 2016 (în paranteze). The 12 teams are seeded into six pots:
- Bolul 1 conține echipele clasate pe locurile 1–2.
- Bolul 2 conține echipele clasate pe locurile 3–4.
- Bolul 3 conține echipele clasate pe locurile 5–6.
- Bolul 4 conține echipele clasate pe locurile 7–8.
- Bolul 5 conține echipele clasate pe locurile 9–10.
- Bolul 6 conține echipele clasate pe locurile 11–12.

Fiecare grupă conține o echipă din fiecare din cele șase boluri.
| Bol 1                                     | Bol 2                               | Bol 3                                   |
| ----------------------------------------- | ----------------------------------- | --------------------------------------- |
| - Iran (42) - Australia (50)              | - Coreea de Sud (56) - Japonia (57) | - Arabia Saudită (60) - Uzbekistan (66) |
| Bol 4                                     | Bol 5                               | Bol 6                                   |
| - Emiratele Arabe Unite (68) - China (81) | - Qatar (83) - Irak (105)           | - Siria (110) - Thailanda (119)         |

## Grupe

### Grupa A
| Loc | Echipa            | MJ | V | E | Î | GM | GP | DG | Pct | Calificare                                       |
| --- | ----------------- | -- | - | - | - | -- | -- | -- | --- | ------------------------------------------------ |
| 1   | Iran (Q)          | 10 | 6 | 4 | 0 | 10 | 2  | +8 | 22  | Calificare la Campionatul Mondial de Fotbal 2018 |
| 2   | Coreea de Sud (Q) | 10 | 4 | 3 | 3 | 11 | 10 | +1 | 15  | Calificare la Campionatul Mondial de Fotbal 2018 |
| 3   | Siria (Q)         | 10 | 3 | 4 | 3 | 9  | 8  | +1 | 13  | avansează în Runda a patra                       |
| 4   | Uzbekistan (E)    | 10 | 4 | 1 | 5 | 6  | 7  | −1 | 13  |                                                  |
| 5   | China (E)         | 10 | 3 | 3 | 4 | 8  | 10 | −2 | 12  |                                                  |
| 6   | Qatar (E)         | 10 | 2 | 1 | 7 | 8  | 15 | −7 | 7   |                                                  |

| Coreea de Sud                                            | 3–2                        | China                     |
| -------------------------------------------------------- | -------------------------- | ------------------------- |
| Zheng Zhi 20' (aut.) Lee Chung-yong 62' Koo Ja-cheol 66' | Report (FIFA) Report (AFC) | Yu Hai 73' Hao Junmin 76' |

| Uzbekistan   | 1–0                        | Siria |
| ------------ | -------------------------- | ----- |
| Geynrikh 74' | Report (FIFA) Report (AFC) |       |

| Iran                                    | 2–0                        | Qatar |
| --------------------------------------- | -------------------------- | ----- |
| Ghoochannejhad 90+4' Jahanbakhsh 90+11' | Report (FIFA) Report (AFC) |       |

| China | 0–0                        | Iran |
| ----- | -------------------------- | ---- |
|       | Report (FIFA) Report (AFC) |      |

| Siria | 0–0                        | Coreea de Sud |
| ----- | -------------------------- | ------------- |
|       | Report (FIFA) Report (AFC) |               |

| Qatar | 0–1                        | Uzbekistan  |
| ----- | -------------------------- | ----------- |
|       | Report (FIFA) Report (AFC) | Krimets 86' |

| Coreea de Sud                                       | 3–2                        | Qatar                          |
| --------------------------------------------------- | -------------------------- | ------------------------------ |
| Ki Sung-yueng 11' Ji Dong-won 56' Son Heung-min 58' | Report (FIFA) Report (AFC) | Al-Haidos 16' (pen.) Soria 45' |

| China | 0–1                        | Siria        |
| ----- | -------------------------- | ------------ |
|       | Report (FIFA) Report (AFC) | Al Mawas 54' |

| Uzbekistan | 0–1                        | Iran         |
| ---------- | -------------------------- | ------------ |
|            | Report (FIFA) Report (AFC) | Hosseini 27' |

| Uzbekistan               | 2–0                        | China |
| ------------------------ | -------------------------- | ----- |
| Bikmaev 50' Shukurov 85' | Report (FIFA) Report (AFC) |       |

| Qatar                | 1–0                        | Siria |
| -------------------- | -------------------------- | ----- |
| Al-Haidos 37' (pen.) | Report (FIFA) Report (AFC) |       |

| Iran       | 1–0                        | Coreea de Sud |
| ---------- | -------------------------- | ------------- |
| Azmoun 25' | Report (FIFA) Report (AFC) |               |

| China | 0–0                        | Qatar |
| ----- | -------------------------- | ----- |
|       | Report (FIFA) Report (AFC) |       |

| Siria | 0–0                        | Iran |
| ----- | -------------------------- | ---- |
|       | Report (FIFA) Report (AFC) |      |

| Coreea de Sud                    | 2–1                        | Uzbekistan  |
| -------------------------------- | -------------------------- | ----------- |
| Nam Tae-hee 67' Koo Ja-cheol 85' | Report (FIFA) Report (AFC) | Bikmaev 25' |

| China        | 1–0                        | Coreea de Sud |
| ------------ | -------------------------- | ------------- |
| Yu Dabao 34' | Report (FIFA) Report (AFC) |               |

| Siria                | 1–0                        | Uzbekistan |
| -------------------- | -------------------------- | ---------- |
| Kharbin 90+1' (pen.) | Report (FIFA) Report (AFC) |            |

| Qatar | 0–1                        | Iran       |
| ----- | -------------------------- | ---------- |
|       | Report (FIFA) Report (AFC) | Taremi 52' |

| Coreea de Sud    | 1–0                        | Siria |
| ---------------- | -------------------------- | ----- |
| Hong Jeong-ho 4' | Report (FIFA) Report (AFC) |       |

| Iran       | 1–0                        | China |
| ---------- | -------------------------- | ----- |
| Taremi 46' | Report (FIFA) Report (AFC) |       |

| Uzbekistan  | 1–0                        | Qatar |
| ----------- | -------------------------- | ----- |
| Ahmedov 65' | Report (FIFA) Report (AFC) |       |

| Iran                  | 2–0                        | Uzbekistan |
| --------------------- | -------------------------- | ---------- |
| Azmoun 23' Taremi 88' | Report (FIFA) Report (AFC) |            |

| Siria                              | 2–2                        | China                        |
| ---------------------------------- | -------------------------- | ---------------------------- |
| Al-Mawas 11' (pen.) Al Salih 90+3' | Report (FIFA) Report (AFC) | Gao Lin 68' (pen.) Wu Xi 75' |

| Qatar                       | 3–2                        | Coreea de Sud                        |
| --------------------------- | -------------------------- | ------------------------------------ |
| Al-Haidos 25', 75' Afif 51' | Report (FIFA) Report (AFC) | Ki Sung-yueng 62' Hwang Hee-chan 70' |

| Siria                          | 3–1                        | Qatar         |
| ------------------------------ | -------------------------- | ------------- |
| Kharbin 7', 54' Al-Mawas 90+5' | Report (FIFA) Report (AFC) | Assadalla 36' |

| China              | 1–0                        | Uzbekistan |
| ------------------ | -------------------------- | ---------- |
| Gao Lin 84' (pen.) | Report (FIFA) Report (AFC) |            |

| Coreea de Sud | 0–0                        | Iran |
| ------------- | -------------------------- | ---- |
|               | Report (FIFA) Report (AFC) |      |

| Qatar    | 1–2                        | China                   |
| -------- | -------------------------- | ----------------------- |
| Afif 47' | Report (FIFA) Report (AFC) | Xiao Zhi 74' Wu Lei 83' |

| Iran            | 2–2                        | Siria                          |
| --------------- | -------------------------- | ------------------------------ |
| Azmoun 45', 64' | Report (FIFA) Report (AFC) | Haj Mohamad 13' Al Somah 90+3' |

| Uzbekistan | 0–0                        | Coreea de Sud |
| ---------- | -------------------------- | ------------- |
|            | Report (FIFA) Report (AFC) |               |

### Grupa B
| Loc | Echipa                    | MJ | V | E | Î | GM | GP | DG  | Pct | Calificare                                       |
| --- | ------------------------- | -- | - | - | - | -- | -- | --- | --- | ------------------------------------------------ |
| 1   | Japonia (Q)               | 10 | 6 | 2 | 2 | 17 | 7  | +10 | 20  | Calificare la Campionatul Mondial de Fotbal 2018 |
| 2   | Arabia Saudită (Q)        | 10 | 6 | 1 | 3 | 17 | 10 | +7  | 19  | Calificare la Campionatul Mondial de Fotbal 2018 |
| 3   | Australia (Q)             | 10 | 5 | 4 | 1 | 16 | 11 | +5  | 19  | Avansează în Runda a patra                       |
| 4   | Emiratele Arabe Unite (E) | 10 | 4 | 1 | 5 | 10 | 13 | −3  | 13  |                                                  |
| 5   | Irak (E)                  | 10 | 3 | 2 | 5 | 11 | 12 | −1  | 11  |                                                  |
| 6   | Thailanda (E)             | 10 | 0 | 2 | 8 | 6  | 24 | −18 | 2   |                                                  |

| Australia            | 2–0                        | Irak |
| -------------------- | -------------------------- | ---- |
| Luongo 58' Juric 64' | Report (FIFA) Report (AFC) |      |

| Japonia   | 1–2                        | Emiratele Arabe Unite  |
| --------- | -------------------------- | ---------------------- |
| Honda 11' | Report (FIFA) Report (AFC) | Khalil 20', 54' (pen.) |

| Arabia Saudită     | 1–0                        | Thailanda |
| ------------------ | -------------------------- | --------- |
| Al Abed 84' (pen.) | Report (FIFA) Report (AFC) |           |

| Irak             | 1–2                        | Arabia Saudită                 |
| ---------------- | -------------------------- | ------------------------------ |
| Abdul-Raheem 18' | Report (FIFA) Report (AFC) | Al Abed 81' (pen.), 88' (pen.) |

| Thailanda | 0–2                        | Japonia                 |
| --------- | -------------------------- | ----------------------- |
|           | Report (FIFA) Report (AFC) | Haraguchi 17' Asano 75' |

| Emiratele Arabe Unite | 0–1                        | Australia  |
| --------------------- | -------------------------- | ---------- |
|                       | Report (FIFA) Report (AFC) | Cahill 75' |

| Japonia                       | 2–1                        | Irak           |
| ----------------------------- | -------------------------- | -------------- |
| Haraguchi 26' Yamaguchi 90+5' | Report (FIFA) Report (AFC) | Abdul-Amir 60' |

| Emiratele Arabe Unite          | 3–1                        | Thailanda    |
| ------------------------------ | -------------------------- | ------------ |
| Mabkhout 14', 47' Khalil 90+3' | Report (FIFA) Report (AFC) | Chanabut 65' |

| Arabia Saudită               | 2–2                        | Australia               |
| ---------------------------- | -------------------------- | ----------------------- |
| Al-Jassim 5' Al-Shamrani 79' | Report (FIFA) Report (AFC) | Sainsbury 45' Juric 71' |

| Australia          | 1–1                        | Japonia      |
| ------------------ | -------------------------- | ------------ |
| Jedinak 52' (pen.) | Report (FIFA) Report (AFC) | Haraguchi 5' |

| Irak                             | 4–0                        | Thailanda |
| -------------------------------- | -------------------------- | --------- |
| Abdul-Raheem 7', 25', 87', 90+4' | Report (FIFA) Report (AFC) |           |

| Arabia Saudită                              | 3–0                        | Emiratele Arabe Unite |
| ------------------------------------------- | -------------------------- | --------------------- |
| Al-Muwallad 73' Al Abed 79' Al-Shehri 90+2' | Report (FIFA) Report (AFC) |                       |

| Emiratele Arabe Unite  | 2–0                        | Irak |
| ---------------------- | -------------------------- | ---- |
| Khalil 26' Matar 90+3' | Report (FIFA) Report (AFC) |      |

| Thailanda                | 2–2                        | Australia                     |
| ------------------------ | -------------------------- | ----------------------------- |
| Teerasil 20', 57' (pen.) | Report (FIFA) Report (AFC) | Jedinak 9' (pen.), 65' (pen.) |

| Japonia                           | 2–1                        | Arabia Saudită |
| --------------------------------- | -------------------------- | -------------- |
| Kiyotake 45' (pen.) Haraguchi 80' | Report (FIFA) Report (AFC) | O. Hawsawi 90' |

| Irak      | 1–1                        | Australia  |
| --------- | -------------------------- | ---------- |
| Yasin 76' | Report (FIFA) Report (AFC) | Leckie 39' |

| Thailanda | 0–3                        | Arabia Saudită                                      |
| --------- | -------------------------- | --------------------------------------------------- |
|           | Report (FIFA) Report (AFC) | Al-Sahlawi 25' Tanaboon 84' (aut.) Al-Moasher 90+2' |

| Emiratele Arabe Unite | 0–2                        | Japonia            |
| --------------------- | -------------------------- | ------------------ |
|                       | Report (FIFA) Report (AFC) | Kubo 13' Konno 51' |

| Australia            | 2–0                        | Emiratele Arabe Unite |
| -------------------- | -------------------------- | --------------------- |
| Irvine 7' Leckie 78' | Report (FIFA) Report (AFC) |                       |

| Japonia                                    | 4–0                        | Thailanda |
| ------------------------------------------ | -------------------------- | --------- |
| Kagawa 8' Okazaki 19' Kubo 57' Yoshida 83' | Report (FIFA) Report (AFC) |           |

| Arabia Saudită | 1–0                        | Irak |
| -------------- | -------------------------- | ---- |
| Al-Shehri 53'  | Report (FIFA) Report (AFC) |      |

| Australia               | 3–2                        | Arabia Saudită                  |
| ----------------------- | -------------------------- | ------------------------------- |
| Juric 7', 36' Rogic 64' | Report (FIFA) Report (AFC) | Al-Dawsari 23' Al-Sahlawi 45+2' |

| Thailanda   | 1–1                        | Emiratele Arabe Unite |
| ----------- | -------------------------- | --------------------- |
| Mongkol 69' | Report (FIFA) Report (AFC) | Mabkhout 90+3'        |

| Irak      | 1–1                        | Japonia  |
| --------- | -------------------------- | -------- |
| Kamel 73' | Report (FIFA) Report (AFC) | Osako 8' |

| Emiratele Arabe Unite   | 2–1                        | Arabia Saudită     |
| ----------------------- | -------------------------- | ------------------ |
| Mabkhout 21' Khalil 60' | Report (FIFA) Report (AFC) | Al Abed 20' (pen.) |

| Japonia                | 2–0                        | Australia |
| ---------------------- | -------------------------- | --------- |
| Asano 41' Ideguchi 83' | Report (FIFA) Report (AFC) |           |

| Thailanda          | 1–2                        | Irak                            |
| ------------------ | -------------------------- | ------------------------------- |
| Ibrahim 63' (aut.) | Report (FIFA) Report (AFC) | Meram 34' Abdul-Amir 84' (pen.) |

| Australia            | 2–1                        | Thailanda |
| -------------------- | -------------------------- | --------- |
| Jurić 69' Leckie 86' | Report (FIFA) Report (AFC) | Anan 82'  |

| Irak        | 1–0                        | Emiratele Arabe Unite |
| ----------- | -------------------------- | --------------------- |
| Hussein 29' | Report (FIFA) Report (AFC) |                       |

| Arabia Saudită  | 1–0                        | Japonia |
| --------------- | -------------------------- | ------- |
| Al-Muwallad 63' | Report (FIFA) Report (AFC) |         |

## Marcatori
- Sunt 129 goluri în 60 meciuri.

5 goluri
- Nawaf Al Abed
- Tomi Juric
- Ahmed Khalil
- Mohannad Abdul-Raheem

4 goluri
- Ali Mabkhout
- Sardar Azmoun
- Genki Haraguchi
- Hassan Al-Haidos

3 goluri
- Mile Jedinak
- Mathew Leckie
- Mehdi Taremi
- Omar Kharbin
- Mahmoud Al-Mawas

2 goluri
- Fahad Al-Muwallad
- Mohammad Al-Sahlawi
- Yahya Al-Shehri
- Gao Lin
- Ki Sung-yueng
- Koo Ja-cheol
- Saad Abdul-Amir
- Sardar Azmoun
- Takuma Asano
- Yuya Kubo
- Akram Afif
- Teerasil Dangda
- Marat Bikmaev

1 gol
- Salem Al-Dawsari
- Taisir Al-Jassim
- Salman Al-Moasher
- Nasser Al-Shamrani
- Omar Hawsawi
- Tim Cahill
- Jackson Irvine
- Massimo Luongo
- Tom Rogic
- Trent Sainsbury
- Hao Junmin
- Wu Lei
- Wu Xi
- Xiao Zhi
- Yu Dabao
- Yu Hai
- Hong Jeong-ho
- Hwang Hee-chan
- Ji Dong-won
- Lee Chung-yong
- Nam Tae-hee
- Son Heung-min
- Ismail Matar
- Ayman Hussein
- Mahdi Kamel
- Justin Meram
- Ahmed Yasin
- Reza Ghoochannejhad
- Jalal Hosseini
- Alireza Jahanbakhsh
- Keisuke Honda
- Yosuke Ideguchi
- Shinji Kagawa
- Hiroshi Kiyotake
- Yasuyuki Konno
- Shinji Okazaki
- Yuya Osako
- Hotaru Yamaguchi
- Maya Yoshida
- Ali Assadalla
- Sebastián Soria
- Ahmad Al Salih
- Omar Al Somah
- Tamer Haj Mohamad
- Pokklaw Anan
- Tana Chanabut
- Mongkol Tossakrai
- Odil Ahmedov
- Alexander Geynrikh
- Egor Krimets
- Otabek Shukurov

1 autogol
- Tanaboon Kesarat (Jucând contra Arabiei Saudite)
- Zheng Zhi (Jucând contra Coreei de Sud)
- Ahmad Ibrahim Khalaf (Jucând contra Thailandei)